# Рычагов, Павел Васильевич

Рычагов (третий слева вверху) с боевыми товарищами в Испании, 1936

Па́вел Васи́льевич Рычаго́в (2 (15) января 1911, Нижние Лихоборы (ныне — Москва) — 28 октября 1941, посёлок Барбыш (в настоящее время не существует, сейчас — Парк имени Юрия Гагарина, в городе Самара) — советский лётчик-ас и военачальник, генерал-лейтенант авиации (1940 год), Герой Советского Союза (1936 год).
Павел Васильевич Рычагов был расстрелян без суда 28 октября 1941 года. В 1954 году реабилитирован посмертно. Именем П. В. Рычагова в 1975 году названа улица на севере Москвы в исторической местности Лихоборы в районе Коптево (улица Генерала Рычагова).

## Биография
Родился в крестьянской семье в деревне Нижние Лихоборы, поблизости от железнодорожной станции Лихоборы. В детские годы играл в лапту, запускал змея. В 1928 году окончил школу-семилетку, после чего недолго работал на фабрике упаковщиком. Брат Рычагов Виктор Васильевич — преподавал в МГМИ (Московский гидромелиоративный институт) на кафедре «Насосы и насосные станции» (заведующий кафедрой).
Вскоре был призван на срочную службу в Красной армии. Направлен в Ленинградскую военно-теоретическую школу лётчиков.
В 1930 году окончил Ленинградскую военно-теоретическую школу лётчиков, а в 1931 году — 2-ю военную школу лётчиков Красного Воздушного Флота в городе Борисоглебске. Там освоил учебный самолёт У-1 и самолёт-разведчик Р-1.
Будучи курсантом, Рычагов в ходе учебного вылета впервые попал в аварийную ситуацию. Вскоре после взлёта у него отказал двигатель, что привело к воспламенению самолёта. Покинуть учебную машину Рычагов не мог, так как военные лётчики тогда летали без парашютов. Не было возможности и приземлиться, прямо по курсу были озеро и лес. Тем не менее Рычагов не потерял присутствия духа, сумел круто развернуть самолёт почти на 90 градусов, перевёл крылатую машину в режим планирования и благополучно совершил посадку на опушке леса.
После окончания авиашколы Павел получил назначение в 109-ю авиационную эскадрилью 36-й истребительной авиационной бригады Украинского военного округа, дислоцированную в Житомире.
В 1933 году Рычагов стал командиром звена, а через несколько месяцев командиром авиационного отряда и вывел его в передовые подразделения. С ноября 1935 года — инструктор авиаэскадрильи высшего пилотажа и воздушной стрельбы 8-й военной школы лётчиков.
В начале 1936 года за успехи в боевой, политической и технической подготовке и подготовку подчинённых старший лейтенант Рычагов был награждён орденом Ленина. В октябре авиаотряд Рычагова в полном составе был отправлен в Испанию.
С ноября 1936 года по февраль 1937 года Рычагов командиром звена, а затем эскадрильи истребителей под псевдонимом «Пабло Паланкар» участвовал в Гражданской войне в Испании (1936—1939), для оказания помощи республиканскому правительству. Рычагов летал на биплане И-15, был ранен, несколько раз его самолёт сбивали, но лётчик спасался благодаря парашюту. Однажды, спасаясь с парашютом, Рычагов приземлился прямо в центре Мадрида, где сразу был подхвачен на руки ликующей толпой республиканцев. Под Мадридом Рычагов сбил 6 самолётов противника — 5 истребителей и один бомбардировщик. Ещё 14 воздушных побед одержал в группе. 31 декабря 1936 года Рычагову (и ещё 16 военным) присвоено звание Герой Советского Союза с формулировкой: «За образцовое выполнение специальных и труднейших заданий Правительства по укреплению оборонной мощи Советского Союза и проявленный в этом деле героизм…».
В начале февраля 1937 года отозван и вернулся из Испании через Париж вместе с уцелевшими лётчиками своего отряда. В Москве за подвиги в Испании Рычагову было присвоено внеочередное воинское звание майор. Он был назначен командиром 65-й истребительной эскадрильи 81-й авиационной бригады. В 1937 году поступил в Военно-воздушную академию им. Н. Е. Жуковского, но учился там недолго из-за новой командировки в Китай, где советская авиация терпела чувствительные неудачи в воздушных сражениях между Китаем и Японией. В декабре 1937 года Рычагова избрали депутатом Верховного Совета СССР 1-го созыва.
С декабря 1937 по март 1938 года — старший военный советник по использованию советских лётчиков-добровольцев в Китае во время Японо-Китайской войны и командующий советской авиацией в Китае — под псевдонимом «генерал Баталин». Командующий ВВС Московского военного округа (март-апрель 1938 года), ВВС Приморской группы войск, ВВС ОКДВА, ВВС Дальневосточного фронта (апрель-сентябрь 1938), ВВС 1-й Отдельной Краснознамённой армии (сентябрь 1938—1939), командующий ВВС 9-й армии во время Советско-финской войны 1939—1940 гг. За успешное руководство действиями ВВС в боях у озера Хасан в 1938 году награждён орденом Красного Знамени.
В 1938 году по предложению И. В. Сталина Рычагов был принят в члены ВКП(б) без прохождения кандидатского стажа. Рекомендации дали Сталин и Ворошилов.

### На высших постах
В 1940 году в возрасте 29 лет был назначен на высшие должности Главного управления ВВС РККА: с июня 1940 года — заместитель начальника Главного управления ВВС РККА, с июля — 1-й заместитель начальника Главного управления ВВС РККА, с августа 1940 года назначен начальником Главного управления ВВС РККА.
В декабре 1940 года на сборах высшего командного состава ВВС Рычагов выступил с докладом «Военно-воздушные силы в наступательной операции и в борьбе за господство в воздухе». Обсуждая взаимодействие авиации с наземными войсками, Рычагов агитировал за распределённые ВВС, поделенные на авиацию армейского и фронтового подчинения. Эта идея была отвергнута генералитетом, которому не понравилось предложение раздать самолёты корпусам и дивизиям.
С февраля по апрель 1941 года — одновременно заместитель народного комиссара обороны СССР по авиации.

### Мастерство и результаты
Рычагов летал без кислородной маски. На приборной доске в самолётах, которые пилотировал Павел, были лишь манометры и циферблаты, которые показывали данные о высоте, горючее и масло. Остальное оборудование, в том числе навигационное, отсутствовало. Лётчики могли полагаться лишь на свое зрение и слух. Всего Рычагов совершил более 3000 полётов, из них 500 — ночные; налетал больше 170 000 километров. За один вылет мог выполнить в воздухе до 250 фигур высшего пилотажа (петли, перевороты, виражи и боевые развороты), из которых 40 на высоте 5000 метров, ещё 40 — на высоте 1000 метров, а 25 фигур — у самой земли.

### Инцидент с «летающими гробами»
Роковую роль в судьбе Рычагова сыграло состоявшееся 9 апреля 1941 года совещание Политбюро ЦК ВКП(б), СНК СССР и руководящего состава наркомата обороны во главе со Сталиным, посвящённое вопросам преодоления аварийности и укрепления дисциплины в авиации. Будучи заместителем Наркома обороны СССР по авиации, на вопрос Сталина о причинах высокой аварийности в ВВС, Рычагов резко ответил « … вы заставляете нас летать на гробах!».
В протоколе заседания указывалось: «Ежедневно в среднем гибнет… при авариях и катастрофах 2—3 самолёта, что составляет в год 600—900 самолётов…» Присутствовавший на совещании адмирал И. С. Исаков в мемуарах, написанных намного позднее событий, квалифицировал этот инцидент как редкий случай проявления ярости Сталина.

### Арест и расстрел
12 апреля 1941 года Рычагов был снят с должности. Непосредственным поводом стали, как указано в протоколе, «как недисциплинированного и не справившегося с обязанностью руководителя ВВС», попытка Рычагова скрыть от правительства тяжёлую катастрофу 23 января 1941 года при перелёте авиационного полка из Новосибирска через Семипалатинск в Ташкент, в ходе которого «из-за грубого нарушения элементарных правил полета 3 самолёта разбились, 2 самолёта потерпели аварию, при этом погибли 12 и ранены 4 человека экипажа самолётов».
После снятия с должности Рычагов был направлен на учёбу в Военную академию Генштаба. Вскоре начались аресты среди руководителей ВВС. Рычагову вменялось в вину заговор и вражеская работа, направленная на ослабление Красной Армии.
24 июня 1941 года Рычагов арестован НКВД прямо в здании военной комендатуры Курского вокзала, куда он с женой, узнав о начале войны, срочно прибыли поездом с отдыха в Сочи. Мария Нестеренко была арестована на Центральном аэродроме двумя днями позднее. В ходе следствия к арестованным регулярно применялись избиения и пытки. Бывший начальник Следственной части МВД СССР генерал-лейтенант Влодзимирский 8 октября 1953 года на допросе показал:

В моём кабинете действительно применялись меры физического воздействия… к Мерецкову, Рычагову, … Локтионову. Били арестованных резиновой палкой, и они при этом, естественно, стонали и охали. Я помню, что один раз сильно побили Рычагова, но он не дал никаких показаний, несмотря на избиение.
Свидетель Семёнов П. П. показал: «… В 1941 году, когда Влодзимирский занимал кабинет № 742, а я находился в приёмной, я был свидетелем избиения Влодзимирским арестованных… Локтионова, Рычагова и других. Избиение носило зверский характер. Арестованные, избиваемые резиновой дубинкой, ревели, стонали и лишались сознания».
Свидетель Болховитин А.А. об обстоятельствах дела по обвинению Рычагова дал следующие показания: «… На допросах, которые проводил я, Рычагов виновным себя во вражеской деятельности не признавал и давал показания об отдельных непартийных своих поступках. Влодзимирский всячески домогался от меня получения от Рычагова показаний с признанием им антисоветской деятельности, хотя убедительных и проверенных данных, изобличающих его, не было. По указанию Влодзимирского в начале июля 1941 года была проведена очная ставка между Смушкевичем и Рычаговым. До этой очной ставки Влодзимирский прислал ко мне в кабинет начальника первого отдела следчасти НКГБ СССР Зименкова и его заместителя Никитина. Никитин, по указанию Влодзимирского, в порядке „подготовки“ Рычагова к очной ставке зверски избил Рычагова. Я помню, что Рычагов тут же заявил Никитину, что он теперь не лётчик, так как во время этого избиения ему перебили барабанную перепонку уха. После этого привели в мой кабинет Смушкевича и началась очная ставка. Смушкевич, судя по его виду, очевидно, неоднократно избивался. На следствии и на очной ставке давал невнятные показания о принадлежности Рычагова к военному заговору и об его шпионской деятельности. Рычагов же отрицал обвинение в шпионаже».
Следствие затягивалось, и из-за угрозы приближения немцев к Москве многих арестованных по различным делам эвакуировали.
28 октября 1941 года в посёлке Барбыш вблизи Куйбышева по распоряжению Л. П. Берии без суда была расстреляна группа арестованных офицеров, в их числе П. В. Рычагов. Вместе с Рычаговым была расстреляна его жена, заместитель командира авиаполка особого назначения майор Мария Нестеренко, обвинённая в том, что «будучи любимой женой Рычагова, не могла не знать об изменнической деятельности своего мужа».
«Несмотря на отсутствие объективных доказательств виновности Рычагова в совершении тяжких государственных преступлений, он, в числе других 25 арестованных без суда был расстрелян по преступному предписанию Берия, а враги народа Кобулов и Влодзимирский в 1942 году задним числом сфальсифицировали заключение о расстреле Рычагова, заведомо ложно указав в нём, что предъявленное ему обвинение доказано. Дело Рычагова Павла Васильевича Прокуратурой СССР прекращено за отсутствием в его действиях состава преступления и он посмертно реабилитирован. Генеральный прокурор СССР Р. Руденко».
В 1954 году Павел Рычагов был реабилитирован посмертно. Звание Героя Советского Союза возвращено в 1969 году. В 1975 году его именем названа улица на севере Москвы, на которой стоял его родной дом.

## Память
- В Москве его именем названа улица в Северном административном округе, возникшая на месте деревни, в которой родился Рычагов.
- В Самаре на месте расстрела установлен памятный знак, на котором начертано: «Установлен на месте захоронения жертв репрессий 30—40-х гг. Поклонимся памяти невинно погибших…»[13].

## Воинские звания
- старший лейтенант (24.12.1935);
- капитан (1936);
- майор (1937);
- комбриг (14.04.1938, минуя звание полковника);[14]
- комдив (09.02.1939);[15]
- комкор (11.04.1940);[16]
- генерал-лейтенант авиации (04.06.1940)[17].

## Награды
- Герой Советского Союза (31.12.1936, Медаль «Золотая Звезда» № 86);
- два ордена Ленина (25.05.1936, 31.12.1936);
- три ордена Красного Знамени (18.03.1938, 25.10.1938, 21.05.1940);
- юбилейная медаль «XX лет Рабоче-Крестьянской Красной Армии» (22.02.1938).